# Dalbergia glaberrima
Espèce
Synonymes
- Dalbergia glaberrima subsp. glaberrima[1]

Statut de conservation UICN

 VU B1+2de : Vulnérable
Dalbergia glaberrima est une espèce de plantes à fleurs de la famille des Fabaceae.

## Liste des sous-espèces
Selon Catalogue of Life (9 avril 2019) et Tropicos (9 avril 2019) :
- sous-espèce Dalbergia glaberrima subsp. ankaranensis Bosser & R. Rabev.
- sous-espèce Dalbergia glaberrima subsp. glaberrima

## Publication originale
- Bulletin du Muséum National d'Histoire Naturelle, Section B, Adansonia. sér. 4, Botanique Phytochimie 18: 175, f. 2(A–J), map. 1996.